# Gaugerico de Cambrai
Gaugerico (en francés: Géry, conocido también como Gorik, Gau o Djèri; Carignan, c. 550 - Cambrai, 11 de agosto de 626) fue un obispo y santo merovingio del siglo VI al VII, nacido hacia el año 550 en Eposium (actual Carignan, en Ardenas). Provenía de una familia noble romana compuesta por Gaudencio y Austadiola, y dedicó su vida a la expansión del cristianismo en la región de Cambrai-Arrás. Su festividad se celebra el 11 de agosto.

## Biografía
Gaugerico nació en Eposium (hoy Carignan, en el noreste de Francia), que en aquel entonces era parte de la diócesis de Tréveris (en la actual Alemania). Según la tradición, a una edad temprana mostró una profunda devoción y fue capaz de memorizar el Psalterio completo, lo que impresionó al obispo Magnerico de Tréveris. Al ver su piedad, Magnerico lo ordenó sacerdote y luego le encomendó responsabilidades pastorales en la ciudad de Cambrai.
Aproximadamente en el año 585, con la aprobación del rey merovingio Childeberto II, Gaugerico fue nombrado obispo de la diócesis unida de Cambrai y Arrás. Su consagración fue realizada por el obispo Egidio de Reims, quien destacó su dedicación religiosa y su firme compromiso con la evangelización de las tierras francas.

## Actividades y lucha contra el paganismo
Como obispo, Gaugerico se dedicó intensamente a la lucha contra las prácticas paganas y a la consolidación del cristianismo en su diócesis. Demostró gran celo al destruir ídolos paganos y construir lugares de culto cristiano. Una de sus obras más destacadas fue la construcción de la iglesia de San Medardo en Cambrai, donde luego sería enterrado. Además, fundó una iglesia en honor a San Martín de Tours para albergar las reliquias del santo, y otro templo donde depositó fragmentos de la Santa Cruz.
Gaugerico también era conocido por su compasión hacia los cautivos, a quienes ayudaba a liberar, y su cercanía con los habitantes de las zonas rurales, a las que viajaba frecuentemente para extender el mensaje cristiano. Según la tradición, fundó un pequeño santuario en una isla del río Senne, que más tarde dio lugar a la construcción de la catedral de San Miguel y Santa Gúdula en Bruselas. En una leyenda, se le atribuye haber expulsado a un dragón que aterrorizaba la región, reforzando así su reputación como protector espiritual de la comunidad.

## Relaciones políticas y el Concilio de París
Gaugerico mantuvo relaciones estrechas con el rey Clotario II, quien sucedió a Childeberto II como señor de Cambrai, y asistió al Concilio de París en el año 614. Este evento consolidó su influencia en la política y la religión de la región, ayudándole a establecer numerosas iglesias y monasterios. Sus iniciativas arquitectónicas y espirituales transformaron a Cambrai en un centro de peregrinación y devoción, impulsando su desarrollo como ciudad.

## Muerte y entierro
Después de 39 años de servicio como obispo, Gaugerico falleció el 11 de agosto de 626 (según algunas fuentes, en 625 o 623). Fue sepultado en la iglesia de San Medardo en Cambrai, un edificio que él mismo había fundado y que más tarde se convertiría en lugar de peregrinación. Su culto comenzó inmediatamente después de su muerte, y se le atribuyeron varios milagros, como la curación de un leproso y un ciego.

## Veneración y reliquias
La veneración de San Gaugerico comenzó rápidamente tras su muerte. Su festividad se menciona en el martirologio de Rabano Mauro, y su día de conmemoración fue establecido el 11 de agosto. Las reliquias de San Gaugerico se distribuyeron en múltiples iglesias y monasterios, como la abadía de Liessies, la Collégiale Saint-Pierr de Douai, la Catedral de San Donaciano de Brujas, y la iglesia de Saint-Géry en Valenciennes, entre otros lugares en Bélgica y el norte de Francia. 
En la actualidad, una de las principales reliquias se conserva en la iglesia de Saint-Géry en Cambrai, donde su relicario sigue en exhibición en el transepto sur.

## Legado y patronazgo
San Gaugerico es invocado como protector de los prisioneros y es conocido como un santo taumaturgo, especialmente asociado con la curación de enfermedades de la piel y la lepra, así como la protección del ganado. También se le invoca contra deformidades de las piernas y la tuberculosis. Se le atribuye un don especial para liberar a las personas de influencias demoníacas y malintencionadas, y su legado perdura en varias regiones del norte de Francia y Bélgica. 
San Gaugerico es el copatrono del arzobispado de Cambrai y tiene numerosas iglesias dedicadas a su nombre en regiones como Cambrai, Valenciennes, Arrás y diversas ciudades de Bélgica.